# Дурресская митрополия
Диррахи́йская митропо́лия (греч. Ιερά Μητρόπολη Δυρραχίου, алб. Mitropolia e Shenjtë e Durrësit / Дурресская митрополия, серб. Драчка митрополија) — историческая митропо́лия в Новом Эпире (современная Албания), в составе сначала Константинопольского патриархата (в средние века), позже епархия Охридской архиепископии (с XVI века) а после её закрытия в 1767 году — снова Константинопольского патриархата. После образования самостоятельной Албанской православной церкви (1922) территория епархии была присоединена к Тиранской архиепископии.

## Епископы
- Кесарь, апостол от 70-ти
- Астий	(98)
- Евхарий (431)
- Лука (451)
- Сисиний (692)
- Никифор (787)
- Лукиан (879)
- Лаврентий	(1025)
- Лаврентий	(1053)
- анонимный	(1143)
- Константин Кавасила (1180)
- Роман	(1240)
- анонимный (1289)
- Даниил (1693—1694)
- Косма (Маврудис) (1694—1699)
- Неофит (1760—1767)
- Григорий (1767—1772)
- Константий (1777)
- Евфимий (1782—1809)
- Самуил (1809—1821)
- Хрисанф (1821 — июля 1833)
- Герасим (1833—1837)
- Анфим I (1837—1844)
- Анфим II (1844—1845)
- Иоанникий (1845 — 6 ноября 1858)
- Геннадий (Димитров) (6 ноябри 1858 — 10 ноября 1858)
- Авксентий (Чешмеджийский) (10 ноября 1858 — 21 января 1859)
- Иосиф	(1860 — 12 января 1867)
- Виссарион (8 марта 1867 — 5 апреля 1899)
- Прокопий (Лазаридис) (5 мая 1899 — 10 октября 1906)
- Иоанн (Дьякумакис) (10 октября 1906 — 15 февраля 1911)
- Иаков (Николау-Гингилас) (11 февраля 1911 — ноябрь 1921, формально до 10 января 1925)